# Місяць-молодик (фільм, 1919)
Новолуння (англ. The New Moon) — американський фільм Честера Вітея 1919 року.

## Сюжет
Історія про російську принцесу, котра бореться проти корумпованого диктатора, що примушує всіх жінок у віці від сімнадцяти до тридцяти двох років зареєструватися та стати власністю держави.

## У ролях
- Норма Толмадж — принцеса Марія Павлівна
- Педро Де Кордоба — Принц Михайло Колояр
- Чарльз К. Джеррард — Тео Каменефф
- Стюарт Холмс — Орел Козлофф
- Марк МакДермотт — Василь Лазофф
- Етель Кей — Маша Лазофф
- Гаррі Созерн — Лев Пушкін
- Маргаріт Клейтон — Надія Каменефф
- Матільда Брунд